# Krista Nell
Krista Nell (1946–1975) fue una actriz de cine austríaca.

## Carrera
Nacida como Doris Kristanel, Krista Nell debutó en el cine francés, más tarde se trasladó a Roma donde logró reconocimiento en la escena del cine italiano, especialmente en los géneros Spaghetti Western y commedie sexy all'italiana. Nell protagonizó películas como Ivanhoe, the Norman Swordsman, Paid in Blood, Blindman, Kill Django... Kill First y Django and Sartana Are Coming... It's the End.
Su última película fue The Bloodsucker Leads the Dance en la que se suponía iba a ser la protagonista, pero, debido a su condición física, tuvo que conformarse con un papel de reparto. Nell falleció de leucemia a los 28 años el 19 de junio de 1975. Estuvo casada con el actor Ettore Manni.

## Filmografía seleccionada
- Your Money or Your Life (1966)